# Saint-Remimont, Meurthe-et-Moselle
 Saint-Remimont  là một xã của tỉnh Meurthe-et-Moselle, thuộc vùng Grand Est, đông bắc nước Pháp.